# Piotr Lorek
Piotr Lorek (ur. 1977) – polski teolog i biblista protestancki, doktor habilitowany nauk teologicznych, nauczyciel akademicki i dziekan Ewangelikalnej Wyższej Szkoły Teologicznej we Wrocławiu.

## Życiorys
W 2000 ukończył studia teologiczne na University of Glamorgan. W 2005 uzyskał stopień naukowy doktora na Uniwersytecie Walijskim. W 2015 na podstawie dorobku naukowego oraz rozprawy habilitacyjnej uzyskał stopień doktora habilitowanego na Wydziale Teologicznym Chrześcijańskiej Akademii Teologicznej w Warszawie.
Jest profesorem nadzwyczajnym Ewangelikalnej Wyższej Szkoły Teologicznej we Wrocławiu. Od 2007 pełni funkcję dziekana w tej uczelni.

## Wybrane publikacje
- The motif of exile in the Hebrew Bible. An analysis of a basic literary and theological pattern, Wrocław: Ewangelikalna Wyższa Szkoła Teologiczna, 2006.
- Motyw wygnania a doktryna piekła w Nowym Testamencie, Warszawa: Wydawnictwo Naukowe Chrześcijańskiej Akademii Teologicznej, 2013[1].